# Navaan-Yundengiin Oyundari

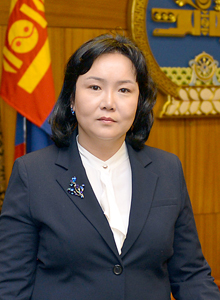
Navaan-Yundengiin Oyundari

Navaan-Yundengiin Oyundari (Kyrillisch: Наваан-Юндэнгийн Оюундарь) ist eine mongolische Politikerin. Sie ist Stellvertretende Außenministerin.

## Leben

### Ausbildung
Oyundari machte ihren Abschluss mit Auszeichnung (Goldmedaille)  an der Mongolian-Russian Joint School Nr. 3. 1995 erwarb sie eine Bachelor in Business Administration an der Seruuleg University (Сэрүүлэг дээд сургууль, Bajandsürch, Ulaanbaatar) und 1998 erhielt sie einen MBA von der Universität Maastricht in den Niederlanden.

### Karriere
Oyundari begann ihre berufliche Laufbahn 1995 im Nationalen Produktivitätszentrum der Mongolei, wo sie an internationalen Projekten und Programmen beteiligt war. Im Jahr 2000 trat sie in den öffentlichen Dienst ein und wurde Leiterin der Abteilung für externe Zusammenarbeit im Umweltministerium. 2004 arbeitete sie als stellvertretende Vorsitzende der UN-Biodiversitätskonvention, 2006 als Nahostberaterin bei den Vereinten Nationen in Genf. Von 2008 bis 2014 war sie als Kandidatin der Mongolischen Volkspartei Mitglied des Stadtrats von Ulaanbaatar. Von Dezember 2014 bis August 2015 war sie Vize-Außenministerin.

## Soziales Engagement
1996 gründete sie die Baatarvan-Navaan-Yunden-Stiftung. Das Hauptziel der Stiftung besteht darin, die Lebensqualität der Menschen in der Mongolei zu erhöhen und Kenntnis ihrer Geschichte und Respekt für die Vorfahren durch die Förderung des Lebens und Werks von Baatarvan Navaan-Yunden und die Durchführung wohltätiger Zwecke im gesamten Gebiet der alten Provinz Tusheet Khan, die früher von den Baatarvan von Kharaa beherrscht wurde.
Ab 1997 begann sie in der Mongolischen Volkspartei (МАН) als Sekretärin der NAMSZKH (НАМСЗХ) zu arbeiten. Sie war Mitglied der MASZKh (МАСЗХ), Mitglied des revolutionären Parteikomitees des mongolischen Volkes (ab 1994) und wurde zum Mitglied der Parteifraktion gewählt.